# Azure Dreams
Azure Dreams, lanzado en Japón como Other Life: Azure Dreams es un videojuego para PlayStation distribuido por Konami que fue lanzado en el año 1997. Más tarde, una versión para Game Boy fue presentada. En 2005 salió una semi-secuela, Tao´s adventure: Curse of the Demon Seal, para la Nintendo DS.

## Historia
Los eventos de Azure Dreams suceden en una ciudad ficticia llamada Monsbaiya. Localizada en un desierto, la ciudad prospera solo por su "Torre Monstruo". Allí vive un domador de monstruos (Tamer) hábil y famoso, llamado Guy. En un día de tormenta, Guy desaparece. Desde que esto pasa, su esposa e hijos quedan en precariedad económica, poniendo todas las esperanzas en Koh, quien, al cumplir 15 años, podrá subir a la torre. Cuando él finalmente los cumple, se dirige a la torre y es ahí donde conoce a Kewne. Ambos se embarcan en un viaje para encontrar a su padre Guy, y ayudar a su mamá. En sus aventuras hará muchos amigos y, quien sabe, podría encontrar el amor.

## Jugabilidad
El juego presenta muchas opciones en la forma en la que el jugador desea jugar. El principal objetivo es destruir monstruos para coleccionar tesoros y huevos de monstruo. Cada monstruo tiene diferentes características y habilidades. También hay muchos minijuegos incluidos dentro de Azura Dreams.
También se le da al jugador la opción de cumplir las ambiciones románticas de Koh.
Hay muchas diferencias entre las versiones americanas y japonesas del juego. Por ejemplo, las diferencias estéticas de algunos monstruos.